# Mon identité volée

Mon identité volée (The Double Life of Eleanor Kendall) est un téléfilm canadien réalisé par Richard Roy et diffusé aux États-Unis le 29 mars 2008 sur Lifetime.

## Synopsis
Eleanor Kendall découvre qu'on a usurpé son identité et vidé son compte en banque. Elle préfère se passer de la police et décide de mener sa propre enquête afin de comprendre ce qui s'est passé et retrouver le coupable.

## Fiche technique
- Réalisation : Richard Roy
- Scénario : Samantha Silva
- Durée : 90 minutes
- Pays :  Canada,  États-Unis

## Distribution
- Lana Parrilla : Nellie
- James Thomas : Christopher Dolan
- Bénédicte Décary : Eleanor Kendall
- Maéva Nadon : Sarah
- Bobo Vian : Madelaine
- Kathleen McAuliffe : Taylor - Doreen
- Paul Hopkins : McGuire - Dave
- Martin Thibaudeau : Jack Givens
- Emmanuel Charest : Detective Leblanc
- Gianpaolo Venuta (en) : Barkeep
- Nathalie Breuer : Christianne Breaux
- François Arnaud : Stefan
- Stéphane Demers : Détective Denis
- Koumba Ball : Secretary
- Miranda D'Arduini : Sister Mary
- Pascale Devigne : Optometrist clerk
- Niko Nikolov : Copy store clerk
- Ed Langham : Homeless Man